# (5559) Beategordon
(5559) Beategordon ist ein im inneren Hauptgürtel gelegener Asteroid. Er wurde am 27. Juni 1990 von der US-amerikanischen Astronomin Eleanor Helin am Palomar-Observatorium (IAU-Code 675) in Kalifornien entdeckt. Sichtungen des Asteroiden hatte es vorher schon am 14. Mai und 13. Juni 1942 unter der vorläufigen Bezeichnung 1942 JF am Union-Observatorium in Johannesburg gegeben sowie am 30. November (1980 WA2) und 10. Dezember 1980 (1980 XG2) am Krim-Observatorium in Nautschnyj.
Der mittlere Durchmesser des Asteroiden wurde mit 7,621 (± 0,151) Kilometer berechnet, die Albedo mit 0,277 (± 0,067). Nach der SMASS-Klassifikation (Small Main-Belt Asteroid Spectroscopic Survey) wurde bei einer spektroskopischen Untersuchung von Gianluca Masi, Sergio Foglia und Richard P. Binzel bei einer Unterteilung aller untersuchten Asteroiden in C-, S- und V-Typen (5559) Beategordon den S-Asteroiden zugeordnet.
Die Rotationsperiode des Asteroiden wurde vom 27. April bis zum 4. Mai 2008 von Brian D. Warner am Palmer Divide Observatory in Colorado 133-mal beobachtet. Die Lichtkurve ergab eine Rotationsperiode von 14,971 (± 0,004) Stunden. Das Ergebnis konnte 2009, 2015 und 2019 bestätigt werden.
(5559) Beategordon wurde am 8. November 2019 nach Beate Sirota Gordon (1923–2012) benannt, die für die Gleichstellung von Frauen in der japanischen Verfassung verantwortlich war.